# Pfarrhaus (Pürgen)

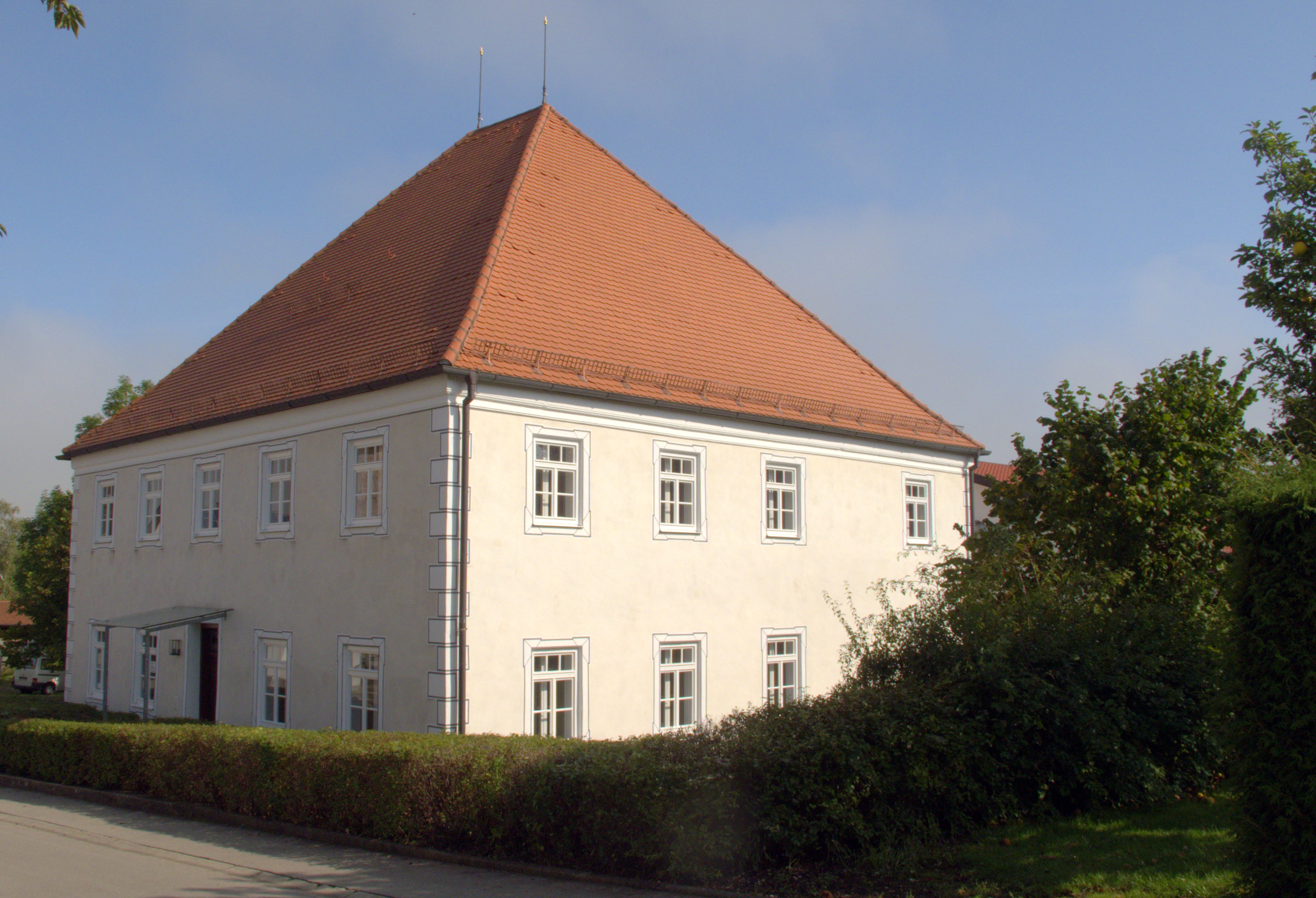
Pfarrhaus in Pürgen

Das Pfarrhaus in Pürgen, einer Gemeinde im oberbayerischen Landkreis Landsberg am Lech, wurde 1747 anstelle eines Vorgängerbaus errichtet. Das Pfarrhaus mit der Adresse Am Herrenberg 1, östlich gegenüber der katholischen Pfarrkirche St. Georg in leichter Hanglage, ist ein geschütztes Baudenkmal.

## Beschreibung
Der zweigeschossige, barocke Putzbau mit Walmdach besitzt fünf zu vier Fensterachsen. Ein umlaufendes Traufgesims und die aufgemalte Eckquaderung dienen als Gliederung. Die mehrteiligen Kastenfenster werden von aufgemalten Faschen eingefasst. An der Ostseite sitzt eine hohe Aufzugsgaube mit Satteldach. Der südwestliche Eckraum im Obergeschoss hat eine barocke Stuckdecke mit Blatt- und Bandelwerk.
Der nördlich anschließende Pfarrstadel wurde 1985 abgebrochen.  